# Turdus lherminieri
El zorzal antillano (Turdus lherminieri) es una especie de ave paseriforme de la familia Turdidae endémica de las Antillas Menores. 

## Taxonomía
El zorzal antillano fue descrito científicamente por el ornitólogo francés Frédéric de Lafresnaye en 1844. Históricamente se consideraba que era el único miembro del género Cichlherminia, pero en 2009 se reclasificó para integrarlo en el género Turdus.
Existen cuatro subespecies:
- T. l. lherminieri – nativa de la isla Guadalupe;
- T. l. dorotheae – ocupa Montserrat;
- T. l. dominicensis – se encuentra en la isla de Dominica;
- T. l. sanctaeluciae – presente en Santa Lucía.

## Descripción
Es un zorzal de tamaño medio que mide entre 25–27 cm de largo y pesa entre 100–110 g. Tiene las partes superiores de color pardo uniforme, mientras que las partes inferiores están cubiertas por plumas blancas con bordes pardos que le dan un aspecto escamado. Presenta un anillo ocular amarillo inusualmente ancho entre los zorzales.
Existen algunas diferencias en el plumaje de las subespecies: la raza de Dominica tiene el vientre blanco y el pecho escamado, y la raza de Montserrat tiene escamado todo el pecho y la parte superior del vientre.

## Distribución y hábitat
Es un ave forestal poco común que se encuentra únicamente en los bosques tropicales de las montañas de las Antillas Menores. Ocupa los bosques de Dominica, Guadalupe, Montserrat y Santa Lucía. Está amenazado por la pérdida de hábitat.